# De officiis
De officiis (« Traité des devoirs ») est un ouvrage politique de Cicéron traitant de l'éthique, dernier en date de ses écrits philosophiques. Paru plusieurs mois après la mort de Jules César, en 44 av. J.-C., il est adressé par Cicéron à son fils Marcus, qui étudiait alors la philosophie à Athènes sous la direction de Cratippe. Plus largement, l'ouvrage est écrit comme les précédents pour la formation de la nouvelle génération, qui comme Cicéron l'espère reprendra la direction de la République.
Le traité comprend trois livres, le premier traite de l’honestum, le second de l’utile, le troisième des cas de confrontation entre ces deux critères. L'inspiration montre l'intérêt croissant de Cicéron pour les attitudes stoïciennes, alors qu'il se montrait jusqu'ici adepte de la doctrine de la Nouvelle Académie, celle qui naît sous l'influence probabiliste de Carnéade. Dans ses Académiques, Cicéron ne distingue que deux tendances dans le platonisme : celle de Platon et celle d'Arcésilas de Pitane, l'Ancienne et la Nouvelle.
Cicéron propose une méthode de détermination du comportement personnel décent et convenable, au cas par cas selon une casuistique étudiée : que le devoir consiste en action ou abstention, en parole ou silence, en clémence ou sévérité, il s’agit d’apprécier à leur juste valeur et de comparer toutes les circonstances concrètes en jeu : faut-il décider entre un parent ou un voisin, entre soi-même ou autrui, entre le respect de la parole donnée ou la prudence, etc..

## Date et titre
En trois livres, l'ouvrage est écrit entre le début d'octobre et le début de décembre 44 av. J.-C., période pendant laquelle Cicéron hésite entre rejoindre son fils à Athènes et mener une activité politique contre Marc Antoine, après la rédaction de la Deuxième Philippique. Cicéron n'envisageait pas la conception de ce traité dans le corpus philosophique qu'il avait défini au début 44. Il fait une première allusion dans un courrier à Atticus à un traité sur lequel il travaille selon l'inspiration du moment, qu'il dédie à son fils et qu'il désigne provisoirement par une expression grecque Peri tou Kathêkontos, de Kathèkon « sur ce qui est convenable ». Cicéron envisage de transcrire ce concept par officium, qui désigne l'accomplissement un travail qui apporte une aide à un tiers, par exemple assister un ami en justice. Sur les objections d'Atticus qui préférait Vertu, il cite des expressions latines usuelles comme senatus officium, l'activité du Sénat, consulis officium, les devoirs du consul, et il opte pour une tournure au pluriel De officiis.

## Manuscrits sources
Cet ouvrage nous a été transmis à travers les siècles grâce à des manuscrits en nombre relativement considérable qui ont survécu jusqu'à nos jours. Parmi les plus anciens sont :
- B Bamberg 26, IXe ou Xe siècle, comportant de nombreuses retouches sur un texte souvent fautif
- B Bamberg 27, XIe siècle, incomplet
- b Berne Stadtbibliothek 391, Xe siècle, avec beaucoup de corrections
- a Berne Stadtbibliothek 514, XIe siècle
- Vossius latin Q 71 (Leyde), du IXe siècle
- L Londres, British Museum Harley 2716, XIe siècle, avec des lacunes
- Paris BN fond latin 6601, IXe ou Xe siècle, très retouché
- Paris, BN fragment allant de II, 72 à III, 11, du VIIIe ou IXe siècle

Les copies se multiplient aux XIIe et XIIIe siècles, puis au XVe siècle, pour atteindre quelque 700 exemplaires avant l'invention de l'imprimerie.
Les études comparatives menées principalement par les philologues allemands et italiens entre 1850 et 1914 mettent en lumière deux familles différentes de manuscrits, l'une la plus ancienne dérivée d'un ancêtre Z, origine directe ou indirecte de la plupart des copies, et l'autre d'un ancêtre X, dont le manuscrit L est le représentant connu le plus ancien. Ces hypothétiques X et Z présentent des fautes communes, et pourrait être issus d'un archétype du IIIe siècle.

## Destination
Paru plusieurs mois après la mort de Jules César, en 44 av. J.-C., il est adressé par Cicéron à son fils Marcus, qui étudiait alors la philosophie à Athènes sous la direction de Cratippe. Plus largement, l'ouvrage est écrit comme les précédents pour la formation de la nouvelle génération, qui comme Cicéron l'espère reprendra la direction de la République. Maurice Testard pense aussi qu'il est plus particulièrement destiné à un jeune homme qui a presque le même âge que Marcus, le jeune Octave, héritier de Jules César.

## Contenu

### Sources d'inspiration
Cicéron donne lui-même des indications sur ses sources bibliographiques, grecques comme toujours en matière de philosophie. Il déclare dans son traité qu'il suit les idées stoïciennes, tout en gardant sa liberté de pensée. Plus loin, il précise que Panétios de Rhodes est sa principale source, tout en signalant des lacunes chez Panétios, sur la définition du devoir, le départage entre deux choix estimés tous deux honnêtes, puis entre deux choix utiles, et surtout la question du conflit entre l'« honestum » et l'utile, objet du livre III. Il fait part de ces difficultés à son ami Pomponius Atticus, mais ne trouve rien de satisfaisant dans les textes grecs supplémentaires qu'Atticus lui fait parvenir, un résumé de Posidonios, le successeur de Panétios, le sommaire d'un texte d'Athénodore de Tarse, l'élève de Posidonios. Il rédige donc ces parties et le troisième livre sans aide et d'après ses analyses personnelles. Maurice Testard souligne le caractère improvisé de la décision de rédiger cet ouvrage, au cours de séjours entre les villas de Pouzzoles et d'Arpinum, ce qui ne laissait pas la possibilité de constituer une documentation préalable abondante. Testard se montre réservé sur les attributions de paternité d'inspiration grecque autre que Panétios faites par d'autres chercheurs.
Le latiniste et historien français Pierre Grimal voit dans le choix de s'appuyer sur les stoïciens l'avantage de présenter une doctrine de certitudes, loin du scepticisme de la nouvelle Académie et apte à la définition d'un guide de conduite. De plus, Panétios, stoïcien familier de la société romaine, professait une rigueur moins théorique que ses prédécesseurs avec sa notion concrète de « convenable ».

### Livre I: de l’honestum
Selon les traducteurs et les époques, le mot honestum est rendu différemment : « l'honnête » chez les auteurs du XIXe siècle « la beauté morale » chez Testard et Pierre Grimal.
Le livre I commence par la définition du sujet, les devoirs, que Cicéron va centrer sur les préceptes de conduite pratique de la vie. Si l’honestum est un but théorique, un idéal universel mais inaccessible en pratique, le devoir moyen, l’officium medium, présente un caractère relatif et pratique et constitue une voie moyenne pour l’homme de bien, le vir bonus.
Cicéron déclare retenir comme courant de pensée les doctrines socratiques, qu’elles soient stoïciennes, académiques ou péripatéticiennes, et récuse les philosophes sceptiques. Selon la vision optimiste socratique, chaque être humain a l’intuition du beau et du bien, ce que Cicéron nomme l’honestum (I, II, 5-6). Il annonce le plan de l'ouvrage (la divisio), en cinq parties, et non trois comme chez Panétios de Rhodes, sa principale référence pour ce traité : la beauté morale comme critère de conduite, et comment distinguer entre deux choix honnêtes (dotés tous les deux de beauté morale), l’utilité comme second critère de conduite, et comment départager deux choix utiles, et enfin, comment choisir lorsqu'un choix utile parait entrer en conflit avec un autre qui est honnête (I, II, 7-10).
Puis faisant référence à la Nature selon un raisonnement classiquement stoïcien, Cicéron identifie les quatre tendances fondamentales du caractère humain et les quatre vertus cardinales qui leur correspondent, et qui sont les aspects de l’honestum, à savoir (I, V, 15-17)  :
- la recherche de la connaissance théorique du monde, quête de la vérité qui mène à la vertu de sagesse (la sapientia),
- l’affection instinctive pour les siens et la sociabilité envers les autres, qui s’associent à la justice "non seulement pour nous" (non nobis solum),
- le désir d’autonomie et d’accomplissement, l’élévation des sentiments, la magnitudo animi ou grandeur d’âme, qui va avec le courage,
- le sentiment de la mesure, du convenable, qui s’exprime par la tempérance.

Ces quatre vertus fondamentales sont reconnues par les doctrines philosophiques et particulièrement par la philosophie platonicienne et la philosophie stoïcienne. Ces vertus et les tendances du caractère humain structurent la suite de l’ouvrage.

#### La recherche de la connaissance
Cicéron traite brièvement cet aspect : Si la connaissance est primordiale car elle est permet d’appréhender les autres vertus et de comprendre les liens entre la communauté humaine et le divin, elle ne crée pas par elle-même de devoir particulier. Cicéron met donc en garde contre la pratique de l’étude pour elle-même, qui détournerait de l’action au sein de la société (I, VI, 18-19). Il le répète à la conclusion du livre premier, donnant la priorité aux devoirs de justice sur les devoirs de connaissance pure (I, XLIII, 155 ; XLIV, 158).

#### La sociabilité et la communauté humaine
Cicéron distingue deux fondements dans la société : la justice proprement dite et la bienfaisance, car pour les stoïciens le premier devoir de l’homme est d’être utile, ce qui est aussi le devoir du citoyen romain.
Cicéron place la justice au sommet de la hiérarchie des vertus. Elle vise à établir des rapports pacifiques et harmonieux entre les hommes de la cité romaine, et aussi entre toutes les cités du monde. Si le premier des devoirs lié à la justice consiste à ne nuire à personne sauf s'il faut lutter contre une violation du droit, le suivant est le respect absolu de la propriété, qu’elle soit individuelle ou collective (I, VII, 20). Celui qui gouverne doit garantir la possession des biens de chacun. Cicéron admet que la notion de propriété ne vient pas de la Nature, mais que l’existence de propriétés privées résulte de l’Histoire, par des accords et des violences venus du passé. Néanmoins, le maintien dans son extension actuelle se justifie pour les possesseurs qui en usent avec justice. Si le respect de la propriété individuelle garantit la base de la société, la sauvegarde des intérêts communs – dont celui de la République - est préservé par l’échange des devoirs (mutatio offciorum), en donnant et en recevant (dare et accipere, selon ses termes) dans tous les domaines : savoir, réalisations, ressources.
Dans l’argumentation de Cicéron, la contradiction entre d’une part la défense de la propriété privée et d’autre part l’intérêt collectif se résout par l’échange des devoirs, donner et recevoir, qui fonde les solidarités et les dépendances au sein des communautés.
Après ce développement sur la justice, Cicéron expose les cas d’injustice et multiplie les références aux troubles politiques récents qu’a connu Rome : il critique l’enrichissement dévoyé par l’ambition de M. Crassus, qui avait déclaré « qu'un homme qui voulait jouer le premier rôle dans une république n'avait jamais assez de fortune, tant qu'il ne pouvait entretenir une armée à ses frais » (I, VIII, 25) et plus loin les erreurs de César « l’impudence de César l’a récemment montré, lui qui renversa tous les droits divins et humains, à cause de ce principat qu’il avait imaginé pour lui-même » (I, VIII, 26). Et ceux qui sans faire de tort à quiconque, s’abstiennent de défendre leurs semblables et la société par crainte, par paresse, par égoïsme, parce qu’ils s’absorbent dans leurs affaires ou leurs études, ils sont néanmoins dans l’injustice par omission (I, IX, 28-29). L’allusion vaut peut-être pour Varron, ancien opposant de César qui se cantonne désormais dans ses travaux rédactionnels, ou pour les sénateurs qui restent à l’écart de la vie publique et refusent de soutenir la lutte politique de Cicéron.
Cicéron poursuit avec la justice que doit exercer le pouvoir romain : l’interprétation abusive et détournée du droit et des traités est génératrice d’injustice, ce qu’il résume par le célèbre proverbe : « Summum ius, summa injuria (l’excès du droit est le comble de l’injustice) » (I, X, 33). Le respect des lois de la guerre impose de ne recourir à la force que lorsque la négociation n’est pas possible, et après la victoire, de laisser vivre en paix et de protéger les cités et les nations qui se sont soumises (I, XI, 34-38).
Cicéron conclut sur la justice proprement dite en l’étendant aux plus humbles de la société, c’est-à-dire les esclaves, et donne raison à ceux qui préconisent de les faire travailler comme des salariés (I, XIII, 41).
Après la justice, Cicéron présente le second fondement de la société humaine, la beneficentia (bienfaisance), néologisme latin qu’il crée par dérivation de beneficium, le don, le bienfait. Cicéron voit dans la pratique des bienfaits le système d’échanges réciproques qui unissent les membres la société. Ces bienfaits participent à la promotion des élites et génèrent la reconnaissance (gratia) et la bienveillance (benevolentia), indispensables à l’exercice du pouvoir . Cicéron définit les limites de la bonne pratique des bienfaits : ne nuire à personne en distribuant des biens mal acquis comme l’ont fait Sylla et César, ou en dépensant au-delà de ses moyens, ce qui lèse les siens (I, XIV, 42-44) ; tenir compte du mérite du destinataire en considérant si besoin avec indulgence sa conduite et ses qualités imparfaites parce qu’humaines ; rendre avec reconnaissance les bienfaits reçus (I, XIV, 45-49) ; exercer ses bienfaits aux cercles croissants de la communauté humaine : couple et enfants, cousins et alliés, cité, République, société des viri boni , ces gens de bien qui sont nos amis et nos semblables (I, XVII, 52-56).

#### La grandeur d'âme
La grandeur d’âme décrite par Cicéron caractérise ceux qui conduisent le peuple. Sa première manifestation est militaire, avec de grands noms comme les Scipions et Marcellus, mais elle devient négative si elle ne s’accompagne pas de justice, et n’agit que pour son intérêt. Elle devient même dangereuse si elle engendre la passion d’être le premier de tous, ou plutôt le seul (I, XIX, 62-64). Cicéron vise une fois de plus et sans les nommer les grands ambitieux Sylla et Jules César.
Le mépris des plaisirs et des richesses extérieures est une marque de grandeur d’âme (I, XX, 66), par contre l’abstention des offices publics et des magistratures n’est pas admissible, sauf incapacité pour raison de santé (I, XXI, 70) .
Toutefois, dans sa conclusion sur la grandeur d’âme, Cicéron apporte une nuance à sa critique des abstentionnistes de la vie publique : il accorde des mérites intermédiaires à ceux qui, tout en restant à l’écart des affaires de l’État, jouissent de leur fortune sans chercher à l’accroître par tous les moyens, en font bénéficier leurs proches et en réservent une part à leurs amis et à l’État lorsque c’est utile (I, XXVI, 92). Selon Muller, Cicéron veille à ménager son ami Atticus, qui s’est toujours tenu à l’écart de la vie politique, et s’autorise au nom de l’amitié une petite incohérence de principe, qui témoigne de sa distance avec le rigorisme pur et dur de stoïciens comme Caton d'Utique ou Brutus.

#### Le sentiment du convenable
L’officium doit aboutir à un comportement qualifié de décent ou de convenable (decens, decorum), qu’il soit acte ou abstention, parole ou silence, clémence ou sévérité.
Trois principes doivent guider l’action convenable : subordonner ses désirs à la raison, proportionner le soin et le travail qu’on apporte à l’importance d’une affaire, veiller à la mesure dans les apparences (I, XXXIX, 141). Cicéron prône donc le respect des convenances et la pondération, en quelque sorte le savoir-vivre de l’homme bien élevé, agissant convenablement selon les actions à faire, selon son caractère et son âge, un peu comme un acteur qui sait adapter sa conduite au rôle qu’il tient.

#### Hiérarchie des devoirs selon la beauté morale
Cicéron aborde ici une question qu’il a identifiée mais que Panétius n’a pas traitée : comment arbitrer entre deux devoirs évalués toutes les deux selon le critère de l’honnêteté (de la beauté morale). Cicéron établit une hiérarchie entre les quatre domaines précédemment étudiés : la recherche de la connaissance, la sociabilité et la communauté humaine, la grandeur d’âme, le sentiment du convenable. Pour lui, le souci de la communauté humaine doit l’emporter sur la connaissance de la vérité et celle de la grandeur d’âme. Mais la priorité qui s’impose dans tous les cas est le respect du convenable (I, XLIII, 152-160).

### Livre II: De l'utile
Le second livre traite de l’utile, c’est-à-dire de la morale de l’intérêt, différente de celle l’honestum exposé dans le précédent livre.
Cicéron reprend l’analyse de la bienfaisance, sous l’angle de son utilité : il distingue plusieurs catégories : la bienfaisance par les œuvres (opera), la bienfaisance par l’activité (industria), et la bienfaisance par l’argent (pecunia). Si les deux premières sont qualifiées de façon très positive, la troisième peut à terme mener à la disparition du patrimoine et donc tarir sa ressource. La bienfaisance par l’argent n’est pas à rejeter, mais elle requiert des précautions (II, 50-56). Il y a donc de bonnes largesses, comme aider ses amis, et de mauvaises largesses, qui dilapident l’argent en dons éphémères (repas et jeux) vite consommés et vite oubliés par une foule insatiable . L’emploi de l’argent peut alors être un facteur de perturbation : les bienfaits prodigués par l’argent consomment le patrimoine, et à long terme tarissent l’exercice des bienfaits et lèsent les proches et les héritiers. L’afflux massif d’argent rend tout achetable et suscite des besoins artificiels et corrupteurs, qui amènent à la destruction de la société romaine (II, 68).
Cicéron rappelle les recommandations à suivre pour les bienfaits formulées dans le livre I : les accorder à ceux qui en sont dignes, ne pas dilapider son capital, respecter le bien d’autrui. Il ajoute une dimension qu’il exprime avec un argument d’économiste : il faut bien placer ses bienfaits et en évaluer le profit (II 60-72). Le bienfait est donc pour lui un véritable investissement, dont on attend un retour. Un des retours attendus est la gratia, mot qui revêt chez Cicéron de multiples sens : reconnaissance, don, service, bienfait en retour et aussi influence politique. Un autre retour est la benevolentia (II, 32, 54), mal traduit par bienveillance, mieux rendu par amour, amitié, bon vouloir, conception que Cicéron a décrite dans une œuvre antérieure, le Laelius de Amicitia. Ainsi les bienfaits constituent une pratique sociale et politique, dont on retire les gratia et benevolentia nécessaires à l’exercice du pouvoir.
La comparaison entre deux actions utiles, lacune chez Panétios que Cicéron avait identifiée au livre I, est traitée avec brièveté : Cicéron évoque le problème en termes stoïciens banals selon Testard, et l’illustre avec des comparaisons évidentes (« la santé est-elle préférable au plaisir ? ») et une anecdote sur Caton le Censeur sur sa hiérarchie des sources de revenus (II, XXV, 88-90).

### Livre III: Opposition entre l'honnête et l'utile
La distinction et la hiérarchie entre l'honnête et l'utile est fondamentale, elle recouvre l'opposition entre les activités désintéressées, vouées à l'intérêt général ou public, autrement dit nobles, et les activités utiles, intéressées, profitables, matériellement productives, celles qu'on désigne actuellement comme les activités économiques.
La question de la distinction entre l'utile et l'honnête recouvre en partie celle entre le negotium et l'otium. Le De officiis est le fruit des réflexions personnelles de Cicéron, car cette question n’est pas traitée par Panétios de Rhodes, ni par ses successeurs Posidonios, et Athénodore de Tarse. En effet, du point de vue de la stricte doctrine stoïcienne, la séparation entre l’honestum et l’utile n’existe pas : pour le Sage, ce qui est honnête est utile, et il n’y a d’utile que l’honnête. Panétios ne semble pas être sorti de ce schéma, mais Cicéron est moins rigoriste et développe sa démonstration pour une moralité moyenne qui n’est pas celle du Sage idéal.
La règle qui ramène à l’honnête lorsqu’on prend en compte l’aspect utile d’une action renvoie à l’idée de justice : il est contraire à la Nature qu’un homme tire un avantage personnel du préjudice causé à autrui (III, V). Le seul but vraiment utile est d’identifier son intérêt particulier à l’intérêt général. Inversement, l’action qui privilégie l’utile sur l’honnête lèse la communauté humaine. Néanmoins, « entre nous et les tyrans, il n’existe pas de société ». Cicéron estime donc que l’assassinat de César, meurtre utile, n’est pas une atteinte à la moralité. Il y a des cas pour lesquels l’hésitation est possible, par exemple l’amitié qui est fondée sur la vertu, qui pourtant ne peut justifier aucune complicité d’acte douteux. Cicéron présente avec Aquilius, Ennius, Acilius, Caton l'Ancien des exemples tirés de l’histoire romaine, certains respectant cette priorité vertueuse, d’autres non et qui se révèlent préjudiciables,.
Les auteurs grecs sont aussi mis à contribution par une série de citations, qui ont alimentées les débats sur l’inspiration grecque ou l’originalité de Cicéron dans la rédaction du livre III : Rudolf Hirzel considère Hécaton de Rhodes comme un inspirateur du livre III, ce que rejette Testard comme une hypothèse excessive : les emprunts faits à Hécaton sont limités à deux citations, brièvement en III, XV, 63, sur le soin à accorder à sa fortune avec une conclusion que Cicéron désapprouve, plus longuement en III, XXIII, 89 sur l’intérêt contraire à la morale de sacrifier un esclave pour assurer sa propre survie, et III, XXIII, 91 sur l’attitude d’un fils face à la malhonnêteté paternelle. Elles sont accompagnées d’autres citations des stoïciens Diogène de Babylone et Antipater de Tarse, sur des conflits entre l’honnête et l’utile en matière de règlement avec des monnaies dévaluées. Pour Testard, ces citations ne sont qu’un échantillonnage fait par Cicéron et non les sources qui l’ont inspiré. Par ailleurs, des citations des diverses écoles philosophiques abondent : Platon et la légende de Gygès, le stoïcien Chrysippe de Soles sur la loyauté nécessaire dans les compétitions,.
Cicéron fournit d’autres exemples encore plus concrets, tirés cette fois de son expérience d’avocat : l’affaire de Caninius, trompé par un changeur de Syracuse (III, 58), ou celle de Marius Gratidianus, attaqué en justice par Sergius Orata, qui lui reprochait de n’avoir pas déclaré une servitude qui frappait la propriété qu’il lui vendait (III, 67). En conclusion, la volonté de tromperie par intérêt n’a pas d’excuse.
Cicéron termine avec une critique sévère des auteurs épicuriens : les cyrénaïques disciples d’Aristippe de Cyrène, Métrodore, et Épicure, dont l’hédonisme fait négliger les vertus de modestie, de retenue et de justice. La conciliation de la volupté épicurienne et de l’honnêteté proposée par les pythagoriciens Calliphon et Dinomarque est pour Cicéron une vaine tentative (III, XXXIII, 116-119) .
Au travers de ces cas, Cicéron conclut en revenant à la règle stoïcienne de départ, seul ce qui est honnête est utile, le conflit entre les deux n’est donc qu’apparent .

## Postérité
Le thème des préceptes de conduite et le titre du De officiis connut une postérité immédiate : selon Sénèque, Brutus rédigea une « peri kathékontos » peu après l'ouvrage de Cicéron, et Sénèque lui-même écrivit un De officiis, deux ouvrages disparus. Pline l'Ancien et Aulu-Gelle firent l'éloge du De officiis de Cicéron. Les auteurs chrétiens publièrent à leur tour des ouvrages de morale pratique sur les devoirs de la vie chrétienne, parmi lesquels le De officis ministrorum d'Ambroise de Milan et le De ecclesiasticis officiis d'Isidore de Séville. Beaucoup d'auteurs chrétiens citèrent l'ouvrage de Cicéron, parmi lesquels Lactance, Jérôme de Stridon, Augustin d'Hippone et Ambroise de Milan. Au cours de la première Renaissance, un auteur du XIIe siècle, Guillaume de Conches ou Hildebert de Lavardin, reprend dans un moralium dogma philosophorum ce qui paraît acceptable pour un chrétien dans le De officiis. Plus tard, Pétrarque, Érasme, Voltaire et Frédéric II de Prusse en furent des lecteurs laudatifs.
Avec l'apparition de l'imprimerie, la diffusion du De officiis s'élargit : c'est le premier ouvrage au monde imprimé en latin, en 1465 à Mayence par Johann Fust et Peter Schoeffer, puis une première traduction en français est éditée à Lyon en 1493.
Les appréciations formulées sur le De officiis de Cicéron sont marquées du préjugé traditionnel de la supériorité des Grecs sur les Romains en matière de philosophie.
De 1779 à 1783, le philosophe allemand Christian Garve rédigea une traduction commentée du De Officiis à la demande de Frédéric II de Prusse. Considérant que le propos de Cicéron s'adresse essentiellement à une élite amenée à diriger les affaires publiques, il estime dans ses commentaires que celui-ci transforme les prescriptions morales de la philosophie en maximes de politique appliquée, négligeant quelque peu les aspects plus universels des devoirs de l'homme en général. S'il trouve Cicéron relativement clair quoique sans profondeur sur les devoirs qu'impose la société, les règles du bon ton et de la société et de la manière de s’y conduire, les moyens de se faire aimer et respecter, il le juge moins à l'aise dans des notions plus théoriques telles que la vertu parfaite et imparfaite, le double décorum et le bon ordre et dans sa démonstration sur la prééminence de la vertu sociale sur les autres vertus,.
Jean-Jacques Rousseau mentionne le De officiis dans son Émile. Il dit qu'« on n’a pas besoin de savoir les Offices de Cicéron pour être homme de bien ».
La vision du XIXe est également un peu dépréciative : selon Paul Albert, le fond comme le plan sont empruntés à un Traité sur le devoir (en grec ancien Περι Καθηκόντων) 
de Panétios de Rhodes, et il ne faut pas demander à Cicéron, même dans les questions de morale où il est le plus affirmatif, des recherches profondes sur les premiers principes et une rigueur scientifique. Cicéron est un esprit pratique ; son livre est un recueil de préceptes adressés à son fils. Il veut en faire un bon citoyen romain, le préparer à l’accomplissement des devoirs qui constituent cette vertu de l’homme du monde qui n’a rien d’excessif et d’absolu. De là, les accommodements nécessaires entre l’inflexibilité stoïcienne et le péripatétisme beaucoup plus conciliant.
La vision des commentateurs du XXe crédite Cicéron de plus de mérite. Philippe Muller, professeur de philosophie et de psychologie, réfute l'attribution exclusive de la pensée de fond à Panétios de Rhodes. Cicéron dit faire référence à Panétios de Rhodes pour les deux premiers livres, mais sans en faire la traduction. Comme l'on ne dispose que de fragments des textes de Panétios comme source de comparaison, la part d'influence qu'on doit lui attribuer sur le De officiis varie selon l'opinion des commentateurs, entre une traduction intégrale ou seulement l'agencement des arguments. Quant au manque de profondeur dans la réflexion, Cicéron est clair : il n'est plus question de grands principes de morale théorique, de Souverain Bien, de portrait du Sage, mais de morale pratique,. Pierre Grimal rappelle que Cicéron va s'engager à fond contre l'esprit de tyrannie qui monte, et destine ses préceptes non seulement à son fils, mais à toute la jeunesse qui doit reconstruire la res publica. Il s'adresse peut-être aussi à lui-même, pour s'encourager à son propre officium, avant d'offrir sa vie pour la liberté comme il l'annonce dans la deuxième Philippique, avec une certaine grandiloquence mais une intuition réaliste.

### Texte en latin
- M. Tulli Ciceronis De Officis

### Traductions
- Traité des devoirs, traduit par A. Lorquet, 1864, Paris, en ligne sur Remacle.org
- Cicéron, De la vieillesse, De l'amitié, des Devoirs, (trad. Charles Appuhn), Paris, Garnier, 1933, en ligne sur Itinera Electronica
- De Officiis/Traité des Devoirs, traduit par Henri Joly (annotation et révision par Cyril Morana pour l'édition de 2010 aux Mille et Une Nuits  (ISBN 978-2-75550-590-0))
- (la + fr) Cicéron (trad. Maurice Testard), Les Devoirs, livre I, t. 1, Les Belles Lettres, coll. « Collection des Universités de France », 1965, 294 p. (ISBN 2-251-01076-9)
- (la + fr) Cicéron (trad. Maurice Testard), Les Devoirs, livres II et III, t. 2, Paris, Les Belles Lettres, coll. « Collection des Universités de France », 1970, 198 p. (ISBN 2-251-01077-7)

### Ouvrages généraux
- Philippe Muller, Cicéron : un philosophe pour notre temps, Lausanne, L'Âge d'homme, 1990, 316 p. (ISBN 2-8251-0033-1, lire en ligne)
- Pierre Grimal, Cicéron, Fayard, 1986 (ISBN 978-2-213-01786-0, lire en ligne)

### Articles
- Robert Bossuat, « Anciennes traductions françaises du De officiis de Cicéron », Bibliothèque de l'école des chartes, vol. 96,‎ 1935, p. 246-284 (lire en ligne)
- Jean-Louis Ferrary, « Quelques réflexions sur le De officiis », Vita Latina, no 117,‎ 1990, p. 2-6 (lire en ligne)
- Claire Feuvrier-Prevotat, « " Donner et recevoir " : remarques sur les pratiques d'échanges dans le De officiis de Cicéron », Dialogues d'histoire ancienne, vol. 11,‎ 1985, p. 256-290 (lire en ligne)
- Pierre Grimal, « Le De officiis de Cicéron », Vita Latina, no 115,‎ 1989, p. 2-9 (lire en ligne)
- Thomas Guard, « Morale théorique et morale pratique: nature et signification des exempla dans le De officiis de Cicéron », Vita Latina, no 176,‎ 2007, p. 50-62 (lire en ligne)
- Carlos Lévy, « Le De offîciis dans l'œuvre philosophique de Cicéron », Vita Latina, no 116,‎ 1989, p. 11-16 (lire en ligne)
- Maurice Testard, « Le fils de Cicéron, destinataire du De officiis », Bulletin de l'Association Guillaume Budé, 1962, 2, pp. 198-213, lire en ligne